# .kn
.kn為聖克里斯多福及尼維斯國家及地區頂級域（ccTLD）的域名。該域名於1991年9月3日啟用，由波多黎各大學負責管理。目前該域名註冊無限制，兩年的使用費用為225美元。

## 外部連結
- IANA .kn whois information（页面存档备份，存于）